# Протест во Владикавказе 20 апреля 2020 года
Протест во Владикавказе 20 апреля 2020 года — митинг, состоявшийся во Владикавказе 20 апреля 2020 года. В митинге приняли участие более 2 тысяч человек.
Первый в России массовый протест против режима самоизоляции в связи с эпидемией COVID-19.

## Хронология
Инициатором митинга стал осетинский общественный деятель и оперный певец Вадим Чельдиев, который накануне 17 апреля обратился к жителям города выйти на народный сход и призвал саботировать режим самоизоляции. Вадим Чельдиев обвинял власти во лжи и утверждал, что эпидемия коронавируса выдумана властями для нарушения прав и свобод граждан.
Вадим Чельдиев был арестован 17 апреля в Санкт-Петербурге за призывы нарушить режим самоизоляции по статье «публичное распространение заведомо ложной информации об обстоятельствах, представляющих угрозу жизни и безопасности граждан». После ареста Вадим Чельдиев был этапирован во Владикавказ.
Около 12 часов дня примерно тысяча человек, нарушив режим самоизоляции, введённый в Северной Осетии для борьбы с коронавирусной инфекцией COVID-19, собрались около памятника Герою Советского Союза Иссе Плиеву и прошли через Чугунный мост, далее через площадь Штыба и улицу Гаппо Баева и вышли на митинг на площадь Свободы, где находится здание Правительства и Парламента Северной Осетии. Как только основная масса митингующих собрались на площади, правоохранительные органы оцепили митингующих со стороны улиц Гаппо Баева, Мордовцева, проспекта Мира и улицы Чермена Баева.
По некоторым сведениям количество протестующих на площади Свободы составляло около 1500 человек. По утверждению государственных органов в протесте участвовало около двухсот человек. Протестующие выкрикивали лозунги, призывавшие к отставке Вячеслава Битарова и освобождению из заключения Вадима Чельдиева. На переговоры с митингующими вышел глава Северной Осетии Вячеслав Битаров. С протестующими также общался депутат Государственной Думы Артур Таймазов. Во время переговоров Вячеслав Битаров согласился создать инициативную группу из пяти участников для взаимодействия с правительством Республики. Около 15 часов Вячеслав Битаров покинул площадь.
К 15 часов на площадь прибыли дополнительные силы полиции и Росгвардии. Около 17.30 правоохранительные органы начали оттеснять протестующих в сторону улицы Чермена Баева. Некоторые сотрудники ОМОН и Росгвардии отказались разгонять людей и уступили митингующим часть площади. Примерно в 18.00 ОМОН начал разгонять митингующих с помощью дубинок. В конце митинга протест перешёл из активную фазу, во время которой митингующие стали кидать камни в оцепление со стороны улицы Чермена Баева. 13 сотрудников правоохранительных органов получили травмы.
К концу вечера численность протестующих возросла до трёх тысяч человек. Министр МВД по Северной Осетии Михаил Скоков призвал митингующих разойтись и позднее приказал применить спецсредства для разгона протеста.

## Цель и требования
Целью митинга была отставка действующего президента РСО-Алании — Вячеслава Битарова и снять запрет работы частных предприятий.
Во время митинга были выдвинуты требования:
- Дать частным предприятиям возможность работать.
- Уйти в отставку всем составом правительству РСО-Алании[4] до 8 мая[13].
- Немедленно распустить парламент Северной Осетии.
- Немедленно уйти в отставку главе республики.
- Назначить врио главу Вячеслава Зелимхановича Битарова.
- Назначить временное правительство во главе с Виталием Калоевым[15].
- Назначить в кратчайшие сроки досрочные выборы главы республики и парламента.

## Последствия
На акции было задержано 69 человек, арестовано — 14 человек. После митинга Вадим Чельдиев объявил голодовку. Идейному вдохновителю схода во Владикавказе предъявлены обвинения по статье 207.1 УК РФ («Распространение заведомо ложной информации») и части 1 статьи 318 УК РФ («Применение насилия в отношении представителя власти»).
Упоминавшийся во время митинга депутат Собрания представителей
Виталий Калоев отказался принять сторону протестующих и назвал митинг провокацией и авантюризмом.
После протеста были задержаны более 100 человек, составлено свыше 170 протоколов. 22 апреля 2020 года суд назначил административный арест на 15 суток 46 участникам митинга (по другим сведениям — 65 участникам).
Пресс-секретарь Президента России Дмитрий Песков заявил, что акция во Владикавказе была незаконна и может «привести к негативным последствиям с эпидемиологической точки зрения» и добавил, что властям Северной Осетии следует «прислушиваться к людям».
27 апреля число официально выявленных зараженных в Северной Осетии за день увеличилось на 148 человек (на 37 %), что пресс-служба Роспотребнадзора в том числе связала с митингом 20 апреля.

## Суд над арестованными участниками
По мнению Генеральной прокураторы обвиняемые могли оказать давление на судей Северной Осетии и близлежащих регионов, поэтому было вынесено представление о переносе судебного района в другой регион России. В декабре 2020 года Верховный суд РФ изменил территориальную подсудность уголовных дел, которые были переданы на рассмотрение в Ленинский районный суд Ростова-на-Дону.
Первая и вторая группа обвиняемых, 10 человек
5 февраля 2021 года в Ростове-на-Дону началось рассмотрение уголовного дела над пятью участниками протеста Артуром Бугуловым, Асланом Гасиевым, Магомедом Кадыровым, Давидом Окруашвили и Заза Царитовым. Им было предъявлено обвинение предъявлено обвинение в участии в массовых беспорядках (ч. 2 ст. 212 УК РФ). 26 июля 2021 года Аслан Гасиев и Заза Царитов получили по пять лет лишения свободы, по пять лет и три месяца получили Давид Окруашвили и Артур Бугулов и пять с половиной лет — Магомед Кадыров.
11 февраля 2021 года в Ленинском суде Ростова-на-Дону начался судебный процесс над второй группой обвиняемых, состоящей из Артура Джавадяна (гражданин Армении), Георгия Хугаева, Ацамаза Теблоева, Хетага Самова и Арсена Брихова. 28 июля 2021 года состоялся суд над этой группой участников протеста. Их признали виновными в участии «массовых беспорядках» (ч. 2 ст. 212 УК РФ). Арсен Брихов был приговорён к пяти с половиной годам лишения свободы, Хетаг Самов и Георгий Хугаев — к пяти годам и трём месяцам, Ацамаз Теблоев — к четырём годам и девяти месяцам и Артур Джавадян — шести с половиной лет.
Чельдиев, Бесолов, Чиркинов
Против Вадима Чельдиева было возбуждено пять уголовных дел связи с призывами выйти на народный сход 20 апреля во Владикавказе. Его обвинили:
- в организации массовых беспорядков (ч. 1 ст. 212 УК);
- в публичном распространении заведомо ложной информации об обстоятельствах, представляющих угрозу жизни и безопасности граждан (ст. 207.1 УК);
- в применении насилия в отношении представителя власти (ч. 1 ст. 318 УК);
- в публичных призывах к осуществлению экстремистской деятельности (ст. 280 УК);
- в организации хулиганства (ч. 2 ст. 213 УК с применением ч. 3 ст. 33 УК).

Чельдиева внесли в список экстремистов. Сначала Чельдиев находился в СИЗО во Владикавказе, затем в Пятигорске, а впоследствии его перевели в Ростов-на-Дону. В конце сентября 2020 года Чельдиева перевели из СИЗО в Ростове-на-Дону в изолятор в Новочеркасске.
В октябре 2021 года в Ростове-на-Дону начался процесс над обвиняемыми в организации беспорядков во Владикавказе. Обвиняемые: Вадим Чельдиев, Арсен Бесолов и Рамис Чиркинов.
В июле 2022 года Ростовский областной суд приговорил оперного певца Вадима Чельдиева к 10 годам колонии строгого режима. Рамис Чиркинов получил восемь лет лишения свободы, Арсен Бесолов — восемь с половиной.. 